# Кимбърли Уайът
Кимбърли Кейн Уайът (на английски: Kimberly Kaye Wyatt) е американска певица, актриса, модел, текстописец, хореограф, танцъор и модел, известна като певица на американската R'n'B група Пусикет Долс.
През 2003 г. се присъединява към групата. През 2010 г. започва солова кариера и става член на дуета Her Majesty & The Wolves заедно със Спенсър Нези.

## Дискография
- Not Just a Doll (2010)
- Derriere (2013)